# Charles Robert Cockerell
Charles Robert Cockerell (ur. 27 kwietnia 1788, zm. 17 września 1863) – architekt, archeolog i pisarz angielski.

## Życiorys
W roku 1810 rozpoczął typową dla młodego gentlemana grand tour. Do Anglii powrócił po latach, przebywając przedtem przede wszystkim w Grecji, gdzie zajmował się badaniem zabytków starożytności. Sprowadził stamtąd do Wielkiej Brytanii (ob. British Museum) sławny fryz świątyni Apollina w Bassaj.

## Nagrody
W wieku 60 lat został laureatem Nagrody Royal Gold Medal Royal Institute of British Architects (1848 - I edycja).